# Ameghinoia piatnitzkyi
Ameghinoia piatnitzkyi är en myrart som beskrevs av Viana och Haedo Rossi 1957. Ameghinoia piatnitzkyi ingår i släktet Ameghinoia och familjen myror. Inga underarter finns listade i Catalogue of Life.